# Lebensbedrohliche Einsatzlage
Eine Lebensbedrohliche Einsatzlage (abgekürzt LebEL) ist eine polizeiliche Lage mit hohem Gefährdungspotenzial für das Leben von Opfern, Unbeteiligten und Einsatzkräften.

## Details
Eine Lebensbedrohliche Einsatzlage liegt bereits dann vor, wenn Anhaltspunkte ein Täterverhalten unmittelbar erwarten lassen, bei dem mittels Waffen, Sprengmitteln, gefährlichen Werkzeugen bzw. Stoffen oder außergewöhnlicher Gewaltanwendung gegen Personen vorgegangen wird, insbesondere wenn Personen verletzt oder sogar getötet werden. Es handelt sich oft um dynamische und unübersichtliche Situationen wie z. B. Brand- und Terroranschläge oder Amokläufe. Die Feststellung einer solchen Lage erfolgt durch die örtliche Polizei. Für die Einsatzkräfte besteht meist ein Interessenkonflikt zwischen der notwendigen Hilfe für die etwaigen Opfer und dem Eigenschutz.

## Einzelbelege
1. ↑  DRK-Landesverband Rheinland-Pfalz: Führen in besonderen Einsatzlagen. In: bildungsinstitut-rlp.drk.de. Abgerufen am 17. Februar 2024 (Schulungsunterlage).